# 何家畔镇
何家畔镇，是中华人民共和国甘肃省庆阳市合水县下辖的一个乡镇级行政单位。
2014年，甘肃省民政厅批复同意撤销何家畔乡，设立何家畔镇。

## 行政区划
何家畔镇下辖以下地区：
盘马村、姚坑崂村、显头村、柳家川村、郭庄村、何家畔村、产白村和赵楼子村。